# Philippe Adamov

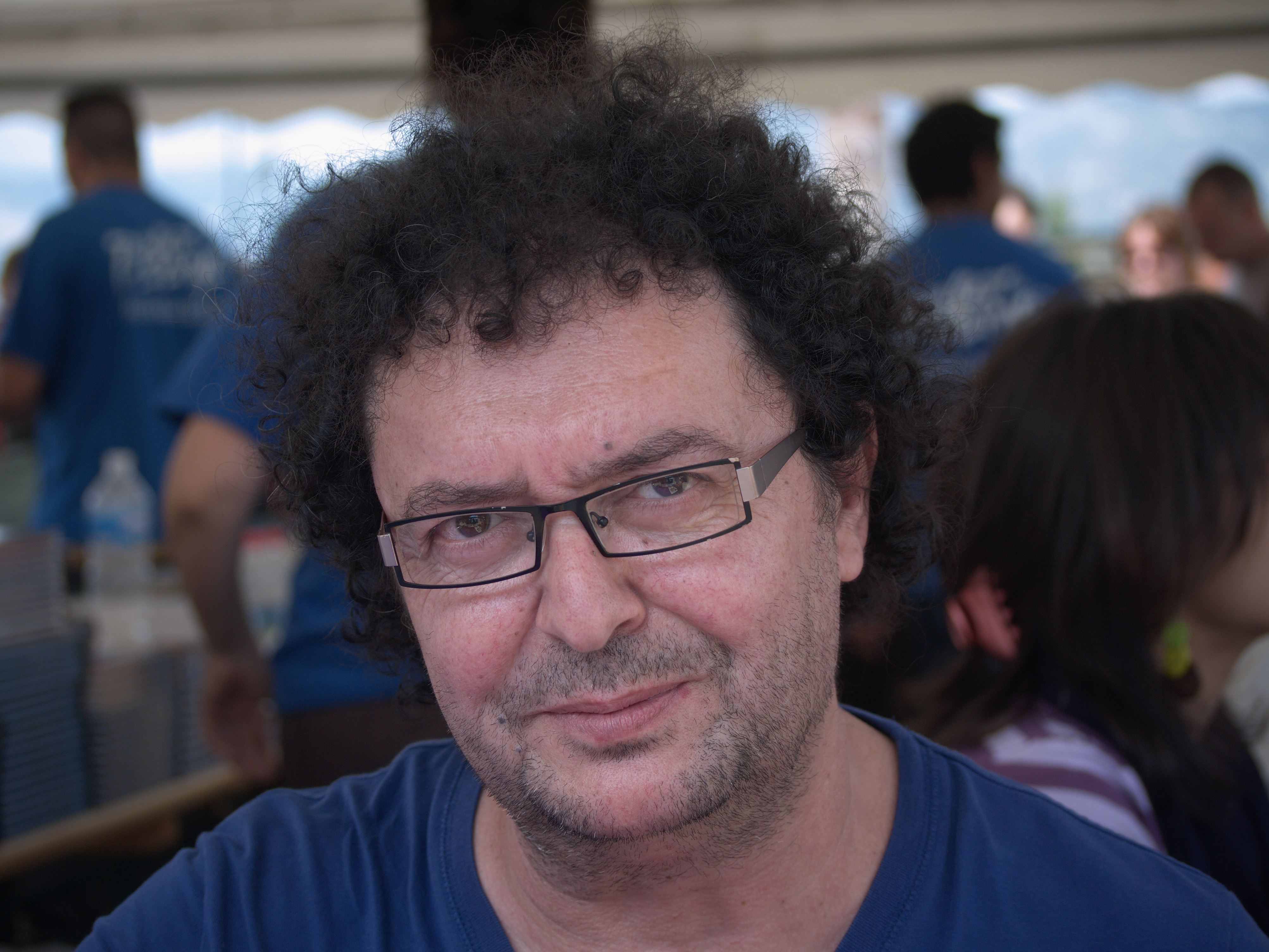
Philippe Adamov 2010

Philippe Adamov (* 27. Juni 1956; † 3. Februar 2020) war ein französischer Comiczeichner.

## Leben
Adamov begann seine Karriere als Science-Fiction-Illustrator und wandte sich ab 1983 dem Comic zu.
Seinen Durchbruch erlangte er mit der Serie Der Wind der Götter, in der er in Zusammenarbeit mit dem Texter Patrick Cothias den Leser ins Japan des 13. Jahrhunderts führt. Dort erhält der junge Samurai Tchen-Quin von seinem Herrn den Auftrag, die Grenzen des Reiches von einer Rebellenbande zu säubern. Es beginnt damit eine Odyssee, die ihn bis ins mongolisch besetzte China führt und unter anderem ein Treffen mit Marco Polo beinhaltet. Thierry Gioux war ab dem 5. Band an den Zeichnungen maßgeblich beteiligt.
Mit Cothias arbeitete Adamov auch weiterhin viel zusammen; es entstand die Serie Im Schatten des Neumonds, in der sie ein absolutistisches, aber elegantes Endzeitszenario entwarfen, das seinen Höhepunkt im 5. Band allerdings überschreitet und danach in ein wirres, mit Mystik und einem ausufernden Personenkosmos überladenes, Epos ausartet.
Später entwickelte er zusammen mit dem Texter Jean Dufaux das Projekt Die rote Kaiserin, eine Mischung aus Sci-Fi und Hofintrigen.

## Werke
- Der Wind der Götter (zusammen mit dem Texter Patrick Cothias, 16 Bände 1983–2009, dt. Bd. 1–11 bei Splitter; Bd. 12–15 bei Kult Editionen; Bd. 16 bei Finix Comics)
- Im Schatten des Neumonds (zusammen mit Cothias, 10 Bände seit 1988, dt. bei Comicplus+, Hamburg)
- Dayak (zusammen mit Cothias, 3 Bände 1993-'97, dt. bei Comicplus, Hamburg)
- Die rote Kaiserin (zusammen mit dem Texter Jean Dufaux, 4 Bände 2002–2008, dt. Bd. 1–3 bei Kult Editionen; Bd. 4 bei Finix Comics)